# Claude Couinaud
 (février 2011).
Si vous disposez d'ouvrages ou d'articles de référence ou si vous connaissez des sites web de qualité traitant du thème abordé ici, merci de compléter l'article en donnant les références utiles à sa vérifiabilité et en les liant à la section « Notes et références ».
Claude Couinaud (16 février 1922 à Neuilly-sur-Seine - 4 mai 2008 à Boulogne-Billancourt) est un chirurgien et anatomiste français ayant grandement contribué à la chirurgie hépato-biliaire.
Il est particulièrement connu pour ses études anatomiques détaillées du foie, et est le premier à avoir décrit son anatomie segmentaire, ce qui a permis le développement de l’hépatectomie.
Son livre Le Foie : Études anatomiques et chirurgicales est à la base de l’anatomie et des méthodes de chirurgie hépato-biliaire du XXe siècle.

## Œuvres
- Claude Couinaud, Le Foie : Études anatomiques et chirurgicales, Masson, 1957.
- Anatomie chirurgicale revisitée du foie, 1989.[source insuffisante]
- Claude Couinaud, Partition réglée du foie pour transplantation : contraintes anatomiques, 1991, 80 p. (ISBN 2-903672-03-2 et 978-2903672034).